# Compton Bennett
Compton Bennett (* 15. Januar 1900 in Tunbridge Wells, Kent; † 13. August 1974 in London) war ein britischer Filmregisseur.

## Leben
Compton Bennett begann seine Karriere in der Filmindustrie zunächst als Filmeditor. Nachdem er bei einigen Kurzfilmen und Ausbildungsfilmen für die britische Armee auch Regie führen durfte, wurde sein erster abendfüllender Spielfilm, Der letzte Schleier 1945 ein großer Erfolg, der ihm einen Vertrag mit einer US-amerikanischen Filmgesellschaft einbrachte. In Hollywood war Bennett jedoch weniger erfolgreich und kehrte Anfang der 50er Jahre wieder nach England zurück. Seine weiteren Filme kamen beim Publikum nicht mehr an, und so konnte er ab den 60er Jahren nur noch gelegentlich für das Fernsehen arbeiten.

## Filmografie (Auswahl)
- 1945: Der letzte Schleier (The Seventh Veil)
- 1946: Die Jahre dazwischen (The Years Between)
- 1949: Das Schicksal der Irene Forsyte (That Forsyte Woman)
- 1950: König Salomons Diamanten (King Solomon's Mines)
- 1951: Wenn das Herz spricht (So Little Time)
- 1952: Ein Fressen für die Fische (The Gift Horse)
- 1953: Sekunden der Verzweiflung (Desperate Moment)
- 1957: Die Dame von gegenüber (The Woman Opposite) – auch Drehbuch
- 1957: Geldraub im Nachtexpreß (The Flying Scot) – auch Produktion
- 1959: Gehetzt und gejagt (Beyond the Curtain) – auch Drehbuch